# Математика в школе
«Математика в школе» — научно-теоретический и методический журнал для учителей математики. Периодичность 10 номеров в год. Тираж 11 500.
Журнал издавался с 1924 года под разными названиями: «Математика в школе», «Физика, химия, математика, техника в трудовой школе», «Математика и физика в средней школе».
С 1934 года редактором журнала «Математика и физика в средней школе» был А. Н. Барсуков, который стал инициатором выпуска журнала под названием «Математика в школе», который он стал редактировать с 1937 года.
На страницах журнала учителя, методисты, педагоги, ученые делятся своими секретами преодоления трудностей.
Авторы новых учебников рассказывают о методических идеях, заложенных в их пособиях, об особенностях работы с ними.
Журнал отслеживает все изменения в отечественной системе математического образования: новые стандарты, формы экзаменов и многое другое.
Журнал рекомендован Высшей аттестационной комиссией (ВАК) Министерства образования и науки Российской Федерации в перечне ведущих рецензируемых научных журналов и изданий, в которых должны быть опубликованы основные научные результаты диссертаций на соискание учёной степени доктора и кандидата наук.
Журнал зарегистрирован в базе данных Российского индекса научного цитирования (РИНЦ).

## Основные рубрики
- Открытый урок
- О новых пособиях рассказывают авторы
- «Методический семинар»
- «Профильное обучение»
- «Научно-популярный отдел»
- «Деятели науки и просвещения»
- «Внеклассная работа»
- «Задачи»
- «Хроника»